# Love for Sale (canción)
«Love for Sale» es una canción interpretada por los cantantes estadounidenses Tony Bennett y Lady Gaga e incluida en su segundo álbum dúo Love for Sale (2021). La pieza es una reinterpretación del clásico de Cole Porter, originalmente escrito para el musical de Broadway The New Yorkers, estrenado en 1930.
La letra de la canción está escrita desde la perspectiva de una prostituta que anuncia «amor en venta», y cuando se lanzó, un periódico la calificó como «de mal gusto», lo que llevó a que las estaciones de radio evitaran transmitirla. El 17 de septiembre de 2021, la canción fue lanzada mundialmente en plataformas digitales como el primer sencillo del álbum bajo el sello discográfico Interscope Records. 

## Antecedentes y lanzamiento
Tras el lanzamiento de su primer álbum a dúo, Cheek to Cheek (2014), Gaga concedió una entrevista en la que aseguró que tenía interés en seguir grabando álbumes de jazz. Posteriormente, reveló que Bennett le propuso trabajar en un nuevo disco basado en canciones de Cole Porter al día siguiente de la publicación de Cheek to Cheek. Según Gaga, aceptó la oferta porque considera importante que el jazz siga vivo a través de las generaciones.
Años después, en febrero de 2021, la revista AARP reveló que Bennett había sido diagnosticado con alzheimer en 2016. Su familia confirmó que, a pesar de los desafíos, el álbum sería lanzado en el segundo trimestre de ese año, tras sufrir varios retrasos debido a la agenda de Gaga y la pandemia de COVID-19. Las sesiones de grabación se llevaron a cabo en los Electric Lady Studios de Nueva York. Durante el proceso, Bennett mostró una presencia «considerablemente más reservada», influenciada por su diagnóstico. En septiembre de 2021, Gaga anunció en sus redes sociales el lanzamiento del sencillo «Love for Sale» como el segundo sencillo del álbum.

## Recepción

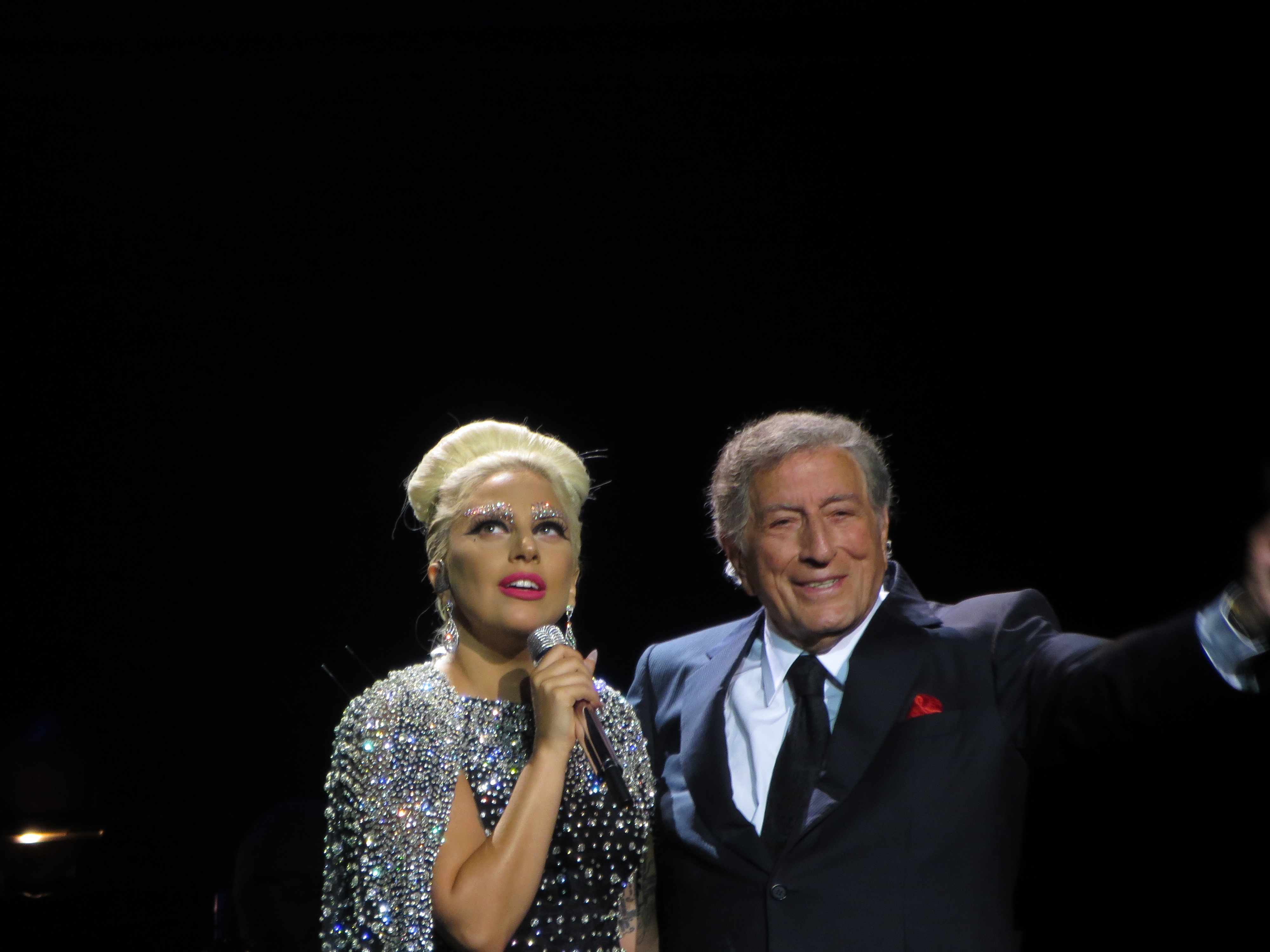
Lady Gaga y Tony Bennett, intérpretes de «Love for Sale».

### Comentarios de la crítica
En términos generales, «Love for Sale» tuvo una respuesta positiva por parte de los críticos, quienes destacaron favorablemente las voces de Bennett y Gaga. Justin Curto de Vulture opinó que la fructífera relación colaborativa entre Bennett y Gaga está «en plena exhibición» en la canción, donde «los cantantes se enfrentan cara a cara en este sensual estándar». Ross Horton de The Line of Best Fit destacó que «Love for Sale», junto con las canciones de apertura del álbum, «It’s De-Lovely» y «Night and Day», resalta cuán bien se combinan las voces del dúo, añadiendo que: 

Las voces de Bennett y Gaga parecen rebotar entre sí, fortalecerse y llenarse de vida con su presencia.

Según Derrick Rossignol del sitio Uproxx, la interpretación demuestra que «Bennett no ha perdido su talento vocal incluso a los 95 años y que Gaga sigue siendo un excelente complemento para la leyenda». Por su parte, El Hunt de la revista NME declaró que la canción «brilla cuando Bennett y Gaga intercambian líneas de manera lúdica y cantan al unísono», además de destacar cómo Gaga aporta un toque de picardía a la interpretación, inyectando frescura a un clásico atemporal. Mary Siroky de Consequence consideró que el dúo logra «imbuir la canción principal con una energía refrescante y sincera». Sin embargo, Eric Handerson de Slant Magazine fue crítico, argumentando que la versión de la canción, «cantada desde el punto de vista de una trabajadora sexual, no tiene ningún sentido como un dueto».

## Promoción

### Video musical
El 17 de septiembre de 2022 se estrenó el videoclip de «Love for Sale» en las plataformas oficiales de Gaga, así como también a través de MTV. A lo largo del video, se puede ver a ambos artistas grabando el tema, sonriendo el uno al otro y abrazándose de manera emotiva en varias ocasiones.

### Presentaciones en vivo
El 3 de abril de 2022, Gaga interpretó «Love for Sale» durante los Premios Grammy de 2022, los cuales tuvieron lugar en el MGM Grand Garden Arena de Las Vegas. De acuerdo con el staff de los Grammys, Gaga ofreció «una actuación que comenzó con una interpretación vibrante del tema principal del álbum», además de interpretar «Do I Love You», acompañada por imágenes de ella junto a Tony Bennett en sesiones de grabación y actuaciones previas. Este tributo a Bennett marcó un momento significativo, ya que el cantante había anunciado su retiro en 2021 debido a su diagnóstico de Alzheimer. Aunque no asistió al evento, Bennett apareció en un mensaje virtual para presentar a Gaga, reflejando la conexión y colaboración que ambos desarrollaron durante el proyecto. La actuación cerró con un emotivo gesto de Gaga al recordar la presencia de su compañero musical.